# Саїна Невал
Саїна Невал  (англ. Saina Nehwal, 17 березня 1990) — індійська бадмінтоністка, олімпійська медалістка.

## Виступи на Олімпіадах
| Олімпіада   | Дисципліна       | Місце |
| ----------- | ---------------- | ----- |
| Пекін 2008  | одиночний розряд | 5T    |
| Лондон 2012 | одиночний розряд | 3     |